# Efésios 2
Efésios 2 é o segundo capítulo da Epístola aos Efésios, de autoria do Apóstolo Paulo, no Novo Testamento da Bíblia.

## Estrutura
A Tradução Brasileira da Bíblia organiza este capítulo da seguinte maneira:
- Efésios 2:1-10 - A salvação é pela graça mediante a fé
- Efésios 2:11-22 - Os gentios e os judeus são unidos mediante a cruz de Cristo